# Smjesa
Smjesa u kemiji predstavlja mješavinu dvaju ili više različitih sastojaka. Za razliku od kemijskog spoja, svojstva smjese ovise o udjelima i svojstvima samih sastojaka koji zadržavaju svoje značajke, njezin je sastav promjenljiv i može se rastaviti na izvorne sastojke fizikalnim postupcima (primjerice, sedimentacijom, filtracijom, destilacijom, sublimacijom, kristalizacijom). Smjese mogu biti homogene ili heterogene. Homogene smjese sastoje se od samo jedne faze; u njih se ubrajaju kapljevite otopine (primjerice, morska voda, benzin), čvrste ili kristalne otopine (kao što je zlato za nakit kao čvrsta otopina srebra u zlatu) i plinske smjese (na primjer zrak). Heterogene smjese sastoje se od više faza; to mogu biti smjese čvrstih tvari, suspenzije (mulj), emulzije (mlijeko) i aerosoli (dim). Razliku između smjesa i kemijskih spojeva prvi je uočio R. Boyle.

## Toplinski procesi u atmosferi
Atmosferski zrak je smjesa suhog zraka i vodene pare. Sadržaj vodene pare i promjene koje nastaju pri prijelazu vodene pare u tekuće i kruto stanje, odnosno pri prijelazu iz tih stanja u vodenu paru, imaju osobito značenje u atmosferskim procesima. Budući da je količina vodene pare u zraku uvijek malena, to se u mnogim termodinamičkim procesima u atmosferi ne uzima vodena para u obzir, nego se zrak smatra plinskim medijem jedne faze sve dok ne dođe do zasićenja vodenom parom (kondenzacija). Zato se odvojeno razmatra suhi zrak i vlažni zrak koji je zasićen vodenom parom.